# Liste der Kreisstraßen im Landkreis Rottal-Inn
Die Liste der Kreisstraßen im Landkreis Rottal-Inn ist eine Auflistung der Kreisstraßen im bayerischen Landkreis Rottal-Inn mit deren Verlauf.

## Abkürzungen
- AÖ: Kreisstraße im Landkreis Altötting
- DEG: Kreisstraße im Landkreis Deggendorf
- DGF: Kreisstraße im Landkreis Dingolfing-Landau
- LA: Kreisstraße im Landkreis Landshut
- MÜ: Kreisstraße im Landkreis Mühldorf am Inn
- PA: Kreisstraße im Landkreis Passau
- PAN: Kreisstraßen im Landkreis Rottal-Inn
- St: Staatsstraße in Bayern

## Liste
Nicht vorhandene bzw. nicht nachgewiesene Kreisstraßen werden in Kursivdruck gekennzeichnet, ebenso Straßen und Straßenabschnitte, die unabhängig vom Grund (Herabstufung zu einer Gemeindestraße oder Höherstufung) keine Kreisstraßen mehr sind.
Der Straßenverlauf wird in der Regel von Nord nach Süd und von West nach Ost angegeben.
| Nr. PAN | Verlauf |
| ------- | --- |
| PAN 1   | St 2110/St 2324 in Triftern – Prehof – Voglarn – Mollöd – Wolkertsham – PAN 4 – Ulbering – Opping – Oberham – PAN 8 – PAN 7 – Pranz – Kirn – PAN 24 – Schmid im Kirn – Weg – Büchl – Schneiderleiten – Münchham – PAN 9 – Erlat – Neumühle – Dorf – Prenzing – Rahmühle – Hanslmühle – in Ering |
| PAN 2   | St 2109 in Schnecking – Lenzloh – Wieser – Hutterer – Mergl – PAN 12 – Ried – Schederaign – PAN 16 in Hirschbach |
| PAN 3   | (PA 75 im Landkreis Passau) – Landkreisgrenze – St 2324 in Grottham |
| PAN 4   | St 2112 in Godlsham – Wolkertsham – PAN 1 – Ulbering – Piering – Holzen – Wittibreut – PAN 52 – PAN 8 – Rampelhub – Taubenbeck – PAN 57 – Hötzl – Unterlangwied – Holzham – Pranzmühle – Burgholz – St 2112 in Simbach am Inn |
| PAN 5   | (AÖ 30 im Landkreis Altötting) – Landkreisgrenze – – St 2590 in Babing |
| PAN 6   | St 2109 in Egglham – Tiefbach – Fraundorf – Amsham – PAN 22 – Kalham – Peisting – St 2324 |
| PAN 7   | PAN 1 – Geitenöd – PAN 24 – Fürstberg – Steindobl – Steinhögl – Schleitzenhof – Stubenberg – Binderhäusl – Weismühl – Schwarzmühl – PAN 57 – Weingarten – Prienbach – in Mühlau |
| PAN 8   | PAN 31 in Wurmannsquick – Laimbichl – Greinhof – Rogglfing – PAN 52 – Simhar – Tann – St 2090 – PAN 15 – PAN 10 – Reut – PAN 44 – St 2112 – Watzenberg – PAN 4 – Wittibreut – Friedlöd – Englbernöd – Geisberg – PAN 1 – Oberham – PAN 7 – Pranz – Neßling – Gindl – St 2110 |
| PAN 9   | (PA 68 im Landkreis Passau) – Landkreisgrenze – Wies bei Münchham – Reut – Weidau – Münchham – PAN 1 |
| PAN 10  | St 2112 in Edermanning – Willenbach – PAN 8 – Noppling – Obermühle – St 2090 in Gasteig |
| PAN 11  | St 2324 in Bad Birnbach – PAN 13 – Lengham – PAN 13 |
| PAN 12  | St 2108 in Dummeldorf – Schwaigeröd – Stockham – Plankenbach – Weinberg – Baumgarten – St 2109 – Mais – Ernstling – Eitzenham – Winkl – Ed – Kölberg – PAN 2 – Aicha – Schatzbach – Obertattenbach – Neudau – Kynoten – Untertattenbach – St 2324 – Gries – PAN 17 – Bad Birnbach Bahnhof – Leithen – PAN 43 – Bleichenbach – Steina – Landerham – Asenham – Sturzholz – Landkreisgrenze – (PA 68 im Landkreis Passau) |
| PAN 13  | PAN 11 in Bad Birnbach – PAN 43 – Luderbach – PAN 11 – Huckenham – Bayerbach – PAN 19 – Landkreisgrenze – (PA 64 im Landkreis Passau) |
| PAN 14  | (PA 71 im Landkreis Passau) – Landkreisgrenze – |
| PAN 15  | St 2112 in Godlsham – Elsling – Ameringshub – Zimmern – PAN 52 – Neuhäusl – Prinz – St 2090 in Tann |
| PAN 16  | St 2608 – Höring – Waldhof – St 2109 – Zank – PAN 21 – PAN 2 – Mauswinkl – Freiling – Lederling – Haberling – Hirschbach – PAN 2 – in Nindorf |
| PAN 17  | St 2108 – Haunprechting – Neuhofen – Stapfen – Reith – Kuchl – Schalldorf – Postmünster – PAN 51 – Afterhausen – Mooshof – St 2112 – St 2110 – Untergrasensee – Untergaiching – St 2324 – Anzenkirchen – Schwaibach – PAN 12 |
| PAN 18  | St 2109 in Frauentödling – Martinstödling – Landkreisgrenze – (PA 78 im Landkreis Passau) |
| PAN 19  | (PA 72 im Landkreis Passau) – Landkreisgrenze – Kindlbach (– Abzweig zur ) – Bayerbach – PAN 13 – Langwinkl – Landkreisgrenze – (PA 72 im Landkreis Passau) |
| PAN 20  | PAN 32 in Rimbach – PAN 29 – Dietring – Oberhöft – Falkenberg – Wald – St 2108 – Mehring – Kuglmehring – Prienbach – Hebertsfelden – PAN 51 – Penzmair – Wasl – PAN 32 – Handlöd – St 2090 in Walburgskirchen – Nürnberg – Schachten – PAN 15 |
| PAN 21  | PAN 16 in Zank – Asbach – Gstockert – Kieferling – in Brombach |
| PAN 22  | PAN 4 – Abach – Lohe – Amsham – PAN 6 – Landkreisgrenze – (PA 77 im Landkreis Passau) |
| PAN 23  | – Seibersdorf – Hart – Steigthaler – Ramerding – Strohham – Ritzing – Kirchdorf am Inn – PAN 26 in Machendorf |
| PAN 24  | PAN 7 – Zulehner – PAN 1 in Schmid in Kirn |
| PAN 25  | St 2112 – Eggstetten – Hof – Ed bei Eggstetten – Obenhub – Mittertaubenbach – Taubenbach – Lohbach – |
| PAN 26  | (AÖ 22 im Landkreis Altötting) – Landkreisgrenze – Maierl – Rußbrenn – Oberschwemm – Reith – Julbach – PAN 23 – Machendorf – Atzing – Lengdorf – Simbach am Inn – St 2112 – Erlach – Waltersdorf – |
| PAN 27  | PAN 49 in Massing – Anzenberg – PAN 56 – PAN 30 – Landkreisgrenze – (AÖ 2 im Landkreis Altötting) – Landkreisgrenze – ohne Ort, ohne Abzweig einer klassifizierten Straße – Landkreisgrenze – (AÖ 2 im Landkreis Altötting) |
| PAN 28  | – Mitterskirchen – Landkreisgrenze – (AÖ 4 im Landkreis Altötting) |
| PAN 29  | St 2327 in Unterrohrbach – Mitterrohrbach – Rattenbach – PAN 20 – Rimbach – PAN 32 – Atzing – Staudach – PAN 49 – Thann – Kochreit – Hintersarling – Vordersarling – PAN 56 – Unterdietfurt – Obermaisbach – PAN 30 |
| PAN 30  | PAN 27 – PAN 29 – Geratskirchen – PAN 31 – Landkreisgrenze – (AÖ 3 im Landkreis Altötting) |
| PAN 31  | (AÖ 30 im Landkreis Altötting) – Landkreisgrenze – PAN 47 – Geratskirchen – PAN 30 – Landkreisgrenze – (AÖ 7 im Landkreis Altötting) – Landkreisgrenze – Fraundorf – Mitterskirchen – PAN 46 – PAN 28 – Egelsberg – Wurmannsquick – PAN 51 – PAN 8 – Langeneck – PAN 20 – Handlöd – Nalling – Rasöd – St 2090 |
| PAN 32  | St 2111 in Obertrennbach – Hopfloh – Brandstetten bei Reicheneibach – PAN 34 – Reicheneibach – Uttendorf – PAN 20 – Rimbach – PAN 29 – Irlach – Taufkirchen – PAN 46 – Pirsting – Eggenfelden |
| PAN 33  | (DGF 44 im Landkreis Dingolfing-Landau) – Landkreisgrenze – Thalkofen – Radlkofen – Hölsbrunn – Hinzing – Sackstetten – Dirnaich |
| PAN 34  | (DGF 14 im Landkreis Dingolfing-Landau) – Landkreisgrenze – Rohrach – PAN 32 – Reicheneibach – Sesselsberg – Grub – Linn – in Gangkofen |
| PAN 35  | St 2111 in Niedertrennbach – Wimmersdorf – Kollbach – PAN 53 – Landkreisgrenze – (DGF 17 und DGF 14 im Landkreis Dingolfing-Landau) – Landkreisgrenze – Elpersdorf – Landkreisgrenze – (DGF 14 im Landkreis Dingolfing-Landau) – Landkreisgrenze – Rothmühl – Pfirsching – PAN 50 – St 2115 in Malgersdorf |
| PAN 36  | St 2115 in Jägerndorf – Falkerding – Holzhäuseln – Döttenau – PAN 38 – Unterbinder – |
| PAN 37  | (DGF 32 im Landkreis Dingolfing-Landau) – Landkreisgrenze – Arnstorf – St 2112 – PAN 54 – St 2115 – Ofen – Speisöd – Neukirchen – Pitzing – Pledorf – St 2108 in Bruck |
| PAN 38  | PAN 36 – Berg – Liedlstraß – Drahtholzen – Kleinmünchen – Bachham – Schönau – St 2108 – Ortprechting – Wald – Pfarrhof – Stelzenberg – Dulding – St 2112 in Benk |
| PAN 39  | St 2112 – Henning – Kudlhub – St 2325 – PAN 55 – Oberreut – Unterkager – Oberstadl – Unterstadl – Apfelbach – Weihern – St 2108 in Dummeldorf |
| PAN 40  | St 2115 in Münchsdorf – Thanndorf – Unterradlsbach – PAN 55 – Viehgassen – Schlüßlöd – Windbaising – St 2108 in Johanniskirchen |
| PAN 41  | (DEG 38 im Landkreis Deggendorf) – Landkreisgrenze – Ehrnstorf – St 2083 |
| PAN 42  | (PA 82 im Landkreis Passau) – Landkreisgrenze – ohne Ort, ohne Abzweig einer klassifizierten Straße – Landkreisgrenze – (PA 82 im Landkreis Passau) |
| PAN 43  | PAN 13 – Edmühle – Bleichenbach – PAN 12 – Landerham – Asenham – St 2110 |
| PAN 44  | PAN 8 – Rappl – PAN 25 |
| PAN 45  | (DGF 34 im Landkreis Dingolfing-Landau) – Landkreisgrenze – PAN 53 in Kollbach |
| PAN 46  | in Ruderfing – Falkenberg – PAN 20 – Stetten bei Falkenberg – Unterkettendorf – Furth – Taufkirchen – PAN 32 – PAN 49 – Amersöd – Oberremmelsberg – Huldsessen – Moosham – PAN 56 – Hofau – PAN 31 |
| PAN 47  | (AÖ 34 im Landkreis Altötting) – Landkreisgrenze – PAN 31 in Geratskirchen |
| PAN 48  | (AÖ 30 im Landkreis Altötting) – Landkreisgrenze – in Oberndorf |
| PAN 49  | PAN 46 in Taufkirchen – Volksdorf – PAN 29 – Thann – Staudach – Ofen – Hendlöd – Nußbaum – in Standling |
| PAN 50  | (DGF 38 im Landkreis Dingolfing-Landau) – Landkreisgrenze – Seidenberg – Pfirsching – PAN 35 – Heilmfurt – |
| PAN 51  | PAN 17 in Postmünster – Bruck – Höllmühl – Hebertsfelden – PAN 20 – Unterdax – Lohbruck – Angerstorf – Straß – Wurmannsquick – PAN 31 – Eglsee – Straßhäuser – |
| PAN 52  | PAN 8 in Rogglfing – Schleindlsberg – St 2090 – Eiberg – Hiltraching – Zimmern – PAN 15 – Forst – St 2112 – Mayerhof – Hohenthann – Stelzenöd – PAN 4/PAN 8 in Wittibreut |
| PAN 53  | (DGF 40 im Landkreis Dingolfing-Landau) – Landkreisgrenze – Gengham – PAN 45 – Kollbach – PAN 35 – Wiesen – Pavenzing – Landkreisgrenze – (DGF 48 im Landkreis Dingolfing-Landau) |
| PAN 54  | (DGF 34 im Landkreis Dingolfing-Landau) – Landkreisgrenze – Stockahausen – Sendlmeier – Steindorf – Aicha – Freising – St 2112 in Arnstorf |
| PAN 55  | PAN 40 in Unterradlsbach – Oberradlsbach – Minihof – Hof – St 2325 in Kudlhub |
| PAN 56  | PAN 27 – Keilroßbach – Unterdietfurt – PAN 29 – Neuaich – Moosham – PAN 46 – Fraunhofen – Dietraching – Lauterbach (– Abzweig zur nach Eggenfelden, Abzweig zur nach Tiefstadt) – / in Eggenfelden |
| PAN 57  | PAN 4 – Endsfelden – Rabing – Dattenbach – Wolfsegg – PAN 7 in Weingarten |
| PAN 58  | (Schalldorf) PAN 17 – Pfarrkirchen – St 2109 (Degernbach) |

## Kürzeste Kreisstraße
Die kürzeste Kreisstraße im Landkreis Rottal-Inn ist die PAN 42.

## Unbekannteste Kreisstraße
Die unbekannteste Kreisstraße im Landkreis Rottal-Inn ist die PAN 56.

## Quelle
OpenStreetMap: Landkreis Rottal-Inn – Landkreis Rottal-Inn im OpenStreetMap-Wiki